# That's Life (альбом Віллі Нельсона)
That's Life — сімдесят перший сольний студійний альбом американського співака Віллі Нельсона, представлений 26 лютого 2021 року під лейблом Legacy Recordings. Платівка є другим триб'ютом Нельсона Френку Сінатрі після альбому 2018 року My Way.
У 2022 році That's Life було номіновано на премію «Греммі» у категорії «Найкращий вокальний альбом у стилі традиційного попу».

## Реакція критиків
That's Life отримав позитивні відгуки від музичних критиків. На агрегаторі Metacritic альбом отримав 80 балів із 100 на основі п'яти оцінок, що свідчить про «загальне схвалення». Лі Ціммерман із American Songwriter зазначив, що Нельсон «вловлює відчуття та витонченість оригінального виконання і досягає успіху в тому, щоб зробити його своїм». У The Daily Telegraph Ніл Маккормік високо оцінив «інший пафос», який Нельсон привніс до матеріалу і охарактеризував альбом як «ще одну люблячу й елегантну данину старому другу й американській легенді».

## Список пісень
| Список пісень альбому That's Life | Список пісень альбому That's Life       | Список пісень альбому That's Life |
| #                                 | Назва                                   | Тривалість                        |
| --------------------------------- | --------------------------------------- | --------------------------------- |
| 1.                                | «Nice Work If You Can Get It»           | 2:35                              |
| 2.                                | «Just in Time»                          | 2:25                              |
| 3.                                | «A Cottage for Sale»                    | 2:54                              |
| 4.                                | «I've Got You Under My Skin»            | 3:34                              |
| 5.                                | «You Make Me Feel So Young»             | 2:52                              |
| 6.                                | «I Won't Dance» (за участі Даяни Кролл) | 3:25                              |
| 7.                                | «That's Life»                           | 3:39                              |
| 8.                                | «Luck Be a Lady»                        | 3:04                              |
| 9.                                | «In the Wee Small Hours of the Morning» | 2:58                              |
| 10.                               | «Learnin' the Blues»                    | 3:31                              |
| 11.                               | «Lonesome Road»                         | 3:41                              |
| 34:38                             |                                         |                                   |

## Чарти
| Чарт (2021)                                  | Найвища позиція |
| -------------------------------------------- | --------------- |
| Німеччина German Albums (Offizielle Top 100) | 97              |
| Швейцарія Swiss Albums (Schweizer Hitparade) | 33              |
| Шотландія Scottish Albums (OCC)              | 18              |
| США Billboard 200                            | 58              |